# Oreophryne rookmaakeri
Oreophryne rookmaakeri là một loài ếch trong họ Nhái bầu. Chúng là loài đặc hữu của Indonesia.
Các môi trường sống tự nhiên của chúng là các khu rừng khô nhiệt đới hoặc cận nhiệt đới and vùng đất có cây bụi nhiệt đới hoặc cận nhiệt đới.